# بیلی ویلیامز (فیلم‌بردار)
بیلی ویلیامز (انگلیسی: Billy Williams؛ زادهٔ ۳ ژوئن ۱۹۲۹) فیلم‌بردار اهل بریتانیا است.
وی فیلم‌بردار فیلم‌هایی همچون گاندی، زنان عاشق و بازماندگان بوده است. ویلیامز برنده جوایزی همچون جایزه اسکار بهترین فیلمبرداری در سال ۱۹۸۲ برای فیلم گاندی شده است.